# Journal d'une femme de chambre (film, 2015)
Pour les articles homonymes, voir Le Journal d'une femme de chambre (homonymie).
Pour plus de détails, voir Fiche technique et Distribution.
Journal d'une femme de chambre est un film franco-belge réalisé par Benoît Jacquot, sorti en 2015,. Il s'agit d'une nouvelle adaptation du roman d'Octave Mirbeau, déjà adapté trois fois au cinéma.
Le film a été sélectionné pour être projeté en compétition à la Berlinale 2015. Il est sorti en France et en Belgique le 1er avril 2015.

## Synopsis
En Normandie, à la fin du XIXe siècle, pendant l'affaire Dreyfus, une ambitieuse femme de chambre, Célestine, passe au service de nouveaux employeurs, les Lanlaire, dans un bourg de la région. Elle est harcelée par Madame, lutinée par Monsieur, qu'elle rembarre, et qui va se consoler sordidement avec la pauvre cuisinière, Marianne, qu'il engrosse. 
Les seuls divertissements de Célestine sont les rencontres dominicales chez la "faiseuse d'anges" du village, où les dames cancanent, et les conversations avec un voisin un peu fêlé, qui se vante de manger de tout, le Capitaine Mauger. Célestine est peu à peu attirée et fascinée par le taiseux jardinier, Joseph, antisémite virulent qui rêve d'étriper les Juifs et qui, pendant l'affaire, travaille en propagandiste pour le compte de certains curés. 
À la fin, Célestine, bien qu'elle le soupçonne vaguement d'avoir violé et assassiné sauvagement une fillette, se donne à lui, puis devient sa complice dans le vol de l'argenterie des Lanlaire. Elle le suit à Cherbourg où, devenus riches, ils vont pouvoir tenir ensemble un « petit café » destiné à devenir le rendez-vous des militaires et des antidreyfusards.

## Fiche technique
- Titre : Journal d'une femme de chambre
- Réalisation : Benoît Jacquot, assisté d'Antoine Santana
- Scénario : Benoît Jacquot et Hélène Zimmer, d'après le roman éponyme d'Octave Mirbeau (Éditions Fasquelle)
- Dialogues :
- Photographie : Romain Winding
- Montage : Julia Grégory
- Musique originale : Bruno Coulais
- Décors : Katia Wyszkop
- Costumes : Anaïs Romand
- Son : Pierre Mertens, Paul Heymans, Olivier Goinard
- Casting : Antoinette Boulat
- Producteurs : Jean-Pierre Guérin et Kristina Larsen
- Sociétés de production : Les Films du Lendemain, JPG Films, Les Films du Fleuve et France 3 Cinéma. En association avec les SOFICA Cofinova 11 et SofiTVciné 2
- Sociétés de distribution : Mars Distribution, K-Films Amérique (Canada)
- Ventes Internationales: Elle Driver
- Pays d'origine :  France |  Belgique
- Langue : français
- Genre : Comédie dramatique, étude de mœurs, satire sociale
- Durée : 95 minutes
- Format :
- Dates de sortie : 
  - Belgique : 1er avril 2015
  - France : 1er avril 2015
  - Québec : 24 avril 2015
- Classification :
  - Tous publics lors de la sortie en salles
  -  Déconseillé aux moins de 10 ans à la télévision

## Distribution
- Léa Seydoux : Célestine, la femme de chambre
- Vincent Lindon : Joseph, le cocher et jardinier des Lanlaire
- Clotilde Mollet : Euphrasie Lanlaire
- Hervé Pierre : Isidore Lanlaire
- Mélodie Valemberg : Marianne, la cuisinière des Lanlaire
- Patrick d'Assumçao : le capitaine Mauger
- Rosette : Rose, la maîtresse du capitaine Mauger
- Vincent Lacoste : Georges
- Joséphine Derenne : la grand-mère de Georges
- Dominique Reymond : la placeuse
- Yvette Petit : Madame Gouin
- Adriana Asti : la maquerelle
- Aurélia Petit : la maîtresse
- Simon Arnaud : le vicaire

## Production

### Lieux de tournage
Le film a été tourné dans les départements suivants :
- Les Yvelines
  - Choisel
  - au château des Ambésies au Mesnil-Saint-Denis
  - Montfort-l'Amaury
  - au château de Vaugien à Saint-Rémy-lès-Chevreuse
- Le Pas-de-Calais
  - Berck
- La Somme
  - Le Crotoy
  - Chemin de fer de la baie de Somme

## Adaptation du roman de Mirbeau

### Quatrième adaptation cinématographique
Le roman Le Journal d'une femme de chambre d'Octave Mirbeau, publié en 1900, a déjà connu plusieurs adaptations cinématographiques :

### Analyse et différences
Le film de Benoît Jacquot est relativement fidèle à la trame du roman éponyme d'Octave Mirbeau, dont il reprend plusieurs épisodes (le bureau de placement, le godemiché à la douane belge, l'épisode du jeune tuberculeux, le furet servi en gibelotte au capitaine Mauger) et dont il ne trahit pas le dénouement, à la différence de Luis Buñuel dans son film de 1964 : Célestine rejoint bien Joseph dans le « petit café » de Cherbourg et se dit prête à le suivre « jusqu'au crime ».
Néanmoins deux modifications sont à relever : d'une part, Célestine couche avec Joseph alors qu'ils sont encore employés chez les Lanlaire ; d'autre part, et surtout, Célestine participe à l'audacieux cambriolage de l'argenterie des Lanlaire, perpétré par Joseph, alors que, dans le roman, elle se contente de jouir par la suite, aux côtés de Joseph, du fruit de ce vol, auquel elle était totalement étrangère. 
Par ailleurs, le film respecte bien une ambiguïté du roman : on ignore si Joseph est effectivement coupable du viol et de l'assassinat particulièrement horrible de la petite Claire (à la différence du film de Buñuel) ; mais ici Célestine a juste un soupçon, qui n'est pas étayé, alors que, dans le roman de Mirbeau, il s'agit d'une conviction bien ancrée de la culpabilité de Joseph qui, loin de la rebuter, la fascine et l'attire vers lui.

## Distinctions

### Récompenses
- 21e cérémonie des prix Lumières 2016 :
  - Prix Lumières du meilleur acteur pour Vincent Lindon

### Nominations
- 21e cérémonie des prix Lumières 2016 :
  - Prix de la meilleure musique pour Bruno Coulais